# Muehlenbeckia tamnifolia
Muehlenbeckia tamnifolia är en slideväxtart som först beskrevs av Carl Sigismund Kunth, och fick sitt nu gällande namn av Meissn.. Muehlenbeckia tamnifolia ingår i släktet sliderankor, och familjen slideväxter. Utöver nominatformen finns också underarten M. t. quadrangulata.